# The Assassin (film)
Pour les articles homonymes, voir The Assassin.
Pour plus de détails, voir Fiche technique et Distribution.
The Assassin (chinois traditionnel : 刺客聶隱娘 ; pinyin : cìkè niè yǐnniáng) est un film d'arts martiaux chinois, produit par des Taïwanais et Hongkongais, réalisé par Hou Hsiao-hsien et sorti en 2015.
Le film est sélectionné en compétition au Festival de Cannes 2015 où il reçoit le prix de la mise en scène.
Le film est également sélectionné comme entrée taïwanaise pour l'Oscar du meilleur film en langue étrangère à la 88e cérémonie des Oscars qui a lieu en 2016, mais n’est pas retenu dans la liste restreinte.

## Liminaire
Le film est librement basé sur une histoire d'arts martiaux de la fin du IXe siècle, Nie Yinniang, rédigée en chinois classique par Pei Xing, et qui constitue un texte de base pour les maîtres d'armes chinois et le genre littéraire wuxia.
L'action se déroule au VIIIe siècle, à la fin du règne de la puissante dynastie chinoise Tang (618-690 et 705-907),,.

## Synopsis
Depuis ses dix ans, Nie Yinniang a été élevée par Jiaxin, sa tante, une religieuse devenue son maître.
Jiaxin la charge de tuer des fonctionnaires gouvernementaux corrompus, mais quand Yinniang manifeste de la compassion en ne réussissant pas à tuer pendant ses fonctions, Jiaxin la punit d'une mission impitoyable conçue pour tester sa résolution. Elle est envoyée dans la lointaine province (circuit, dào en chinois) de Weibo, dans le Nord de la Chine, pour tuer son gouverneur militaire, Tian Ji'an, un cousin à qui elle a été jadis fiancée,.

## Fiche technique
Sauf indication contraire, les informations mentionnées dans cette section peuvent être confirmées par la base de données cinématographiques IMDb,  présente dans la section « Liens externes ».
- Titre français : The Assassin
- Titre chinois : 刺客聶隱娘, cìkè niè yǐnniáng
- Réalisation : Hou Hsiao-hsien
- Scénario : Chu Tien-wen
- Direction artistique : Ding-Yang Weng
- Décors : Wen-Ying Huang
- Costumes : Wen-Ying Huang
- Son : Shih Yi Chu, Duu-Chih Tu, Shu-yao Wu
- Photographie : Mark Lee Ping-Bin
- Montage : Chih-Chia Huang, Ching-Song Liao
- Musique : Lim Giong et Bagad Men Ha Tan (Rohan) pour le générique final
- Sociétés de production : Central Motion Pictures, China Dream Film Culture Industry, Media Asia Films, Sil-Metropole Organisation, SpotFilms, Zhejiang Huace Film & TV
- Sociétés de distribution : Delphi Filmverleih Produktion (Allemagne), Caramel Films (Espagne), Well Go USA Entertainment (États-Unis), Ad Vitam Distribution (France), Kuusan Kino (Finlande), Seven Films - Spentzos Film (Grèce), Shochiku Company (Japon), NDMantarraya (Mexico), Shaw Organisation (Singapour), Filmcoopi Zürich (Suisse), IPA Asia Pacific (Thaïlande), King Power (Vietnam)
- Pays d'origine :  Taïwan,  Chine,  Hong Kong
- Langue : Mandarin
- Format : Couleurs - 35 mm - 1,37:1 (format du film)- 1,85:1 (une scène)
- Genre : Wu xia pian
- Durée : 105 minutes
- Dates de sorties en salles :

 France : 21 mai 2015 (Festival de Cannes), 9 mars 2016 (sortie nationale)
 Chine : 21 août 2015
 Hong Kong : 21 août 2015
 Japon : 12 septembre 2015
 Singapour : 10 septembre 2015
 Taïwan : 28 août 2015

## Distribution

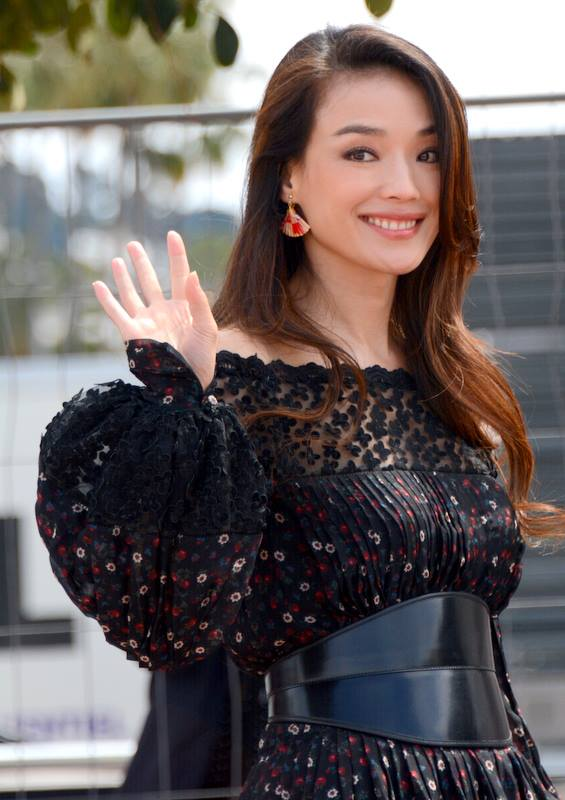
Shu Qi lors de la présentation du film au Festival de Cannes 2015.

- Shu Qi[10] : Nie Yinniang (聶隱娘), la jeune femme, ayant fonction d'assassin.
- Chang Chen[11] : Tian Ji'an (田季安), cousin et ex-fiancé de Nie Yinniang, gouverneur militaire dans la province de Weibo.
- Zhou Yun[12] : Dame Tian (田元氏/精精兒), l'épouse de Tian Ji'an.
- Satoshi Tsumabuki[13] : le polisseur de miroirs (磨鏡少年).
- Ethan Juan (en) : Xia Jing (夏靖), le garde du corps de Tian Ji'an.
- Hsieh Hsin-ying : Huji (瑚姬), concubine de Tian Ji'an et danseuse.
- Ni Dahong : Nie Feng (聶鋒), le père de Nie Yinniang et prévôt de Tian Ji'an.
- Yong Mei : Nie Tian (聶田氏), mère de Yinniang.
- Fang-Yi Sheu (en) : Princesse Jiacheng / sa sœur jumelle Jiaxin devenue nonne taoïste.
- Lei Zhenyu : Tian Xing (en) (田興), officier tombé en disgrâce auprès de Tian Ji'an.
- Jacques Picoux : Kong Kong'er, le mage.

## Autour du film

### Production
Le film a été tourné :
au Japon
- Kyoto (parc du château et jardin)
- Nara
- Temple Shoshazan Engyo-ji à Himeji (maison du magicien)

en Chine
- Wudang, province du Hubei (monts Wudang) (temple de la religieuse en prologue ; temple de Nanyan)
- Lac Dajiu, district forestier de Shennongjia, province du Hubei (scènes finales, Yinniang assisté du polisseur de miroir)
- Mongolie intérieure (scènes de poursuite)

à Taiwan
- Jia Jiu Liao, district de Wulai, New Taipei City (auvent forestier)
- Cilan Forest Recreation Area, Datong Township (en), Yilan
- Central Motion Picture Corporation Studios, Taipei

### Réception
Le film a été présenté pour la première fois le 21 mars 2015.
En regard du box-office, le film est noté à 78 % sur le site Rotten Tomatoes, regroupant 92 critiques et est évalué à 4,2/5 pour 25 critiques sur le site d'Allociné.

Le critique de 20 minutes, Stéphane Leblanc a écrit : 

« Prix de la mise en scène à Cannes, « The Assassin » est un film de sabre stupéfiant de beauté mais dont le sens profond peut demeurer bien mystérieux. »

— Stéphane Leblanc.
Le critique de La Croix, Arnaud Schwartz a écrit : 

« Le cinéaste taïwanais, au sommet de son art, signe une épopée sublime puisant aux sources de l’histoire chinoise mais digne des chefs-d’œuvre du Japonais Kurosawa. »

— Arnaud Schwartz, La Croix, 22 mai 2015.
Le critique de Les Inrocks, Serge Kaganski a écrit :

« Dans la Chine du IXe siècle, une sublime guerrière a pour mission de tuer son ancien amant. Entre tragédie et arts martiaux, du cinéma beau comme la foudre. »

— Serge Kaganski, Les Inrocks, 4 mars 2016.

## Distinctions
| Année | Distinction                               | Catégorie                                                     | Nom                                  | Résultat   |
| ----- | ----------------------------------------- | ------------------------------------------------------------- | ------------------------------------ | ---------- |
| 2015  | Festival de Cannes                        | Prix de la mise en scène                                      | Hou Hsiao-Hsien                      | Lauréat    |
| 2015  | Festival de Cannes                        | Cannes Soundtrack Award                                       | Lim Giong                            | Lauréat    |
| 2015  | Golden Horse Film Festival and Awards     | Meilleur film                                                 | The Assassin                         | Lauréat    |
| 2015  | Golden Horse Film Festival and Awards     | Meilleur réalisateur                                          | Hou Hsiao-Hsien                      | Lauréat    |
| 2015  | Golden Horse Film Festival and Awards     | Meilleure photographie                                        | Mark Lee Ping-Bin                    | Lauréat    |
| 2015  | Golden Horse Film Festival and Awards     | Meilleurs costumes et maquillage                              | Hwarng Wern-Ying                     | Lauréat    |
| 2015  | Golden Horse Film Festival and Awards     | Meilleurs effets sonores                                      | Tu Duu-Chih, Chu Shih-Yi, Wu Shu-Yao | Lauréat    |
| 2015  | Golden Horse Film Festival and Awards     | Meilleure actrice                                             | Shu Qi                               | Nomination |
| 2015  | Golden Horse Film Festival and Awards     | Meilleur scénario adapté                                      | Acheng, Chu Tien-Wen, Hsieh Hai-Meng | Nomination |
| 2015  | Golden Horse Film Festival and Awards     | Meilleure direction artistique                                | Hwarng Wern-Ying                     | Nomination |
| 2015  | Golden Horse Film Festival and Awards     | Meilleure chorégraphie des combats                            | Liu Mingzhe                          | Nomination |
| 2015  | Golden Horse Film Festival and Awards     | Meilleure musique originale                                   | Lim Giong                            | Nomination |
| 2015  | Golden Horse Film Festival and Awards     | Meilleur montage                                              | Liao Ching-Song                      | Nomination |
| 2015  | Satellite Awards                          | Meilleur film en langue étrangère                             | Hou Hsiao-Hsien                      | Nomination |
| 2015  | Satellite Awards                          | Meilleurs costumes                                            | Wen-Ying Huang                       | Lauréat    |
| 2015  | British Academy Film Awards               | Meilleur film en langue étrangère                             | The Assassin                         | Nomination |
| 2015  | Palms Springs International Film Festival | Prix FIPRESCI Prize pour le meilleur film en langue étrangère | The Assassin                         | Lauréat    |